# 富宁香草
富宁香草（学名：Lysimachia fooningensis）为报春花科珍珠菜属的植物，是中国的特有植物。分布于中国大陆的贵州、广西、云南等地，生长于海拔800米至1,300米的地区，常生于林下以及山谷中，目前尚未由人工引种栽培。